# Saint-Charles-Borromée
Saint-Charles-Borromée is een stad (ville) in de Canadese provincie Québec en telt 12.118 inwoners (2007).

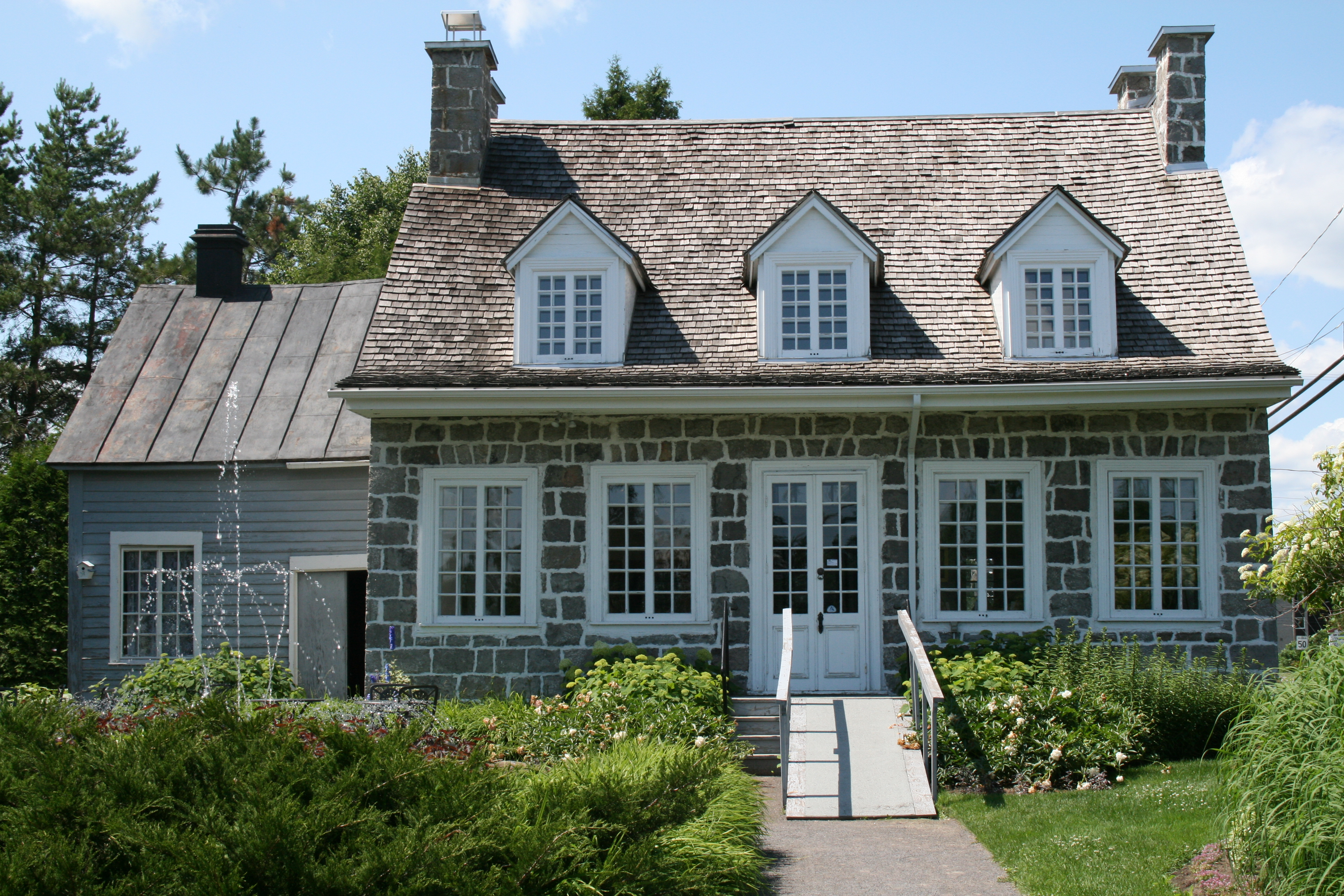
Huis van Antoine Lacombe
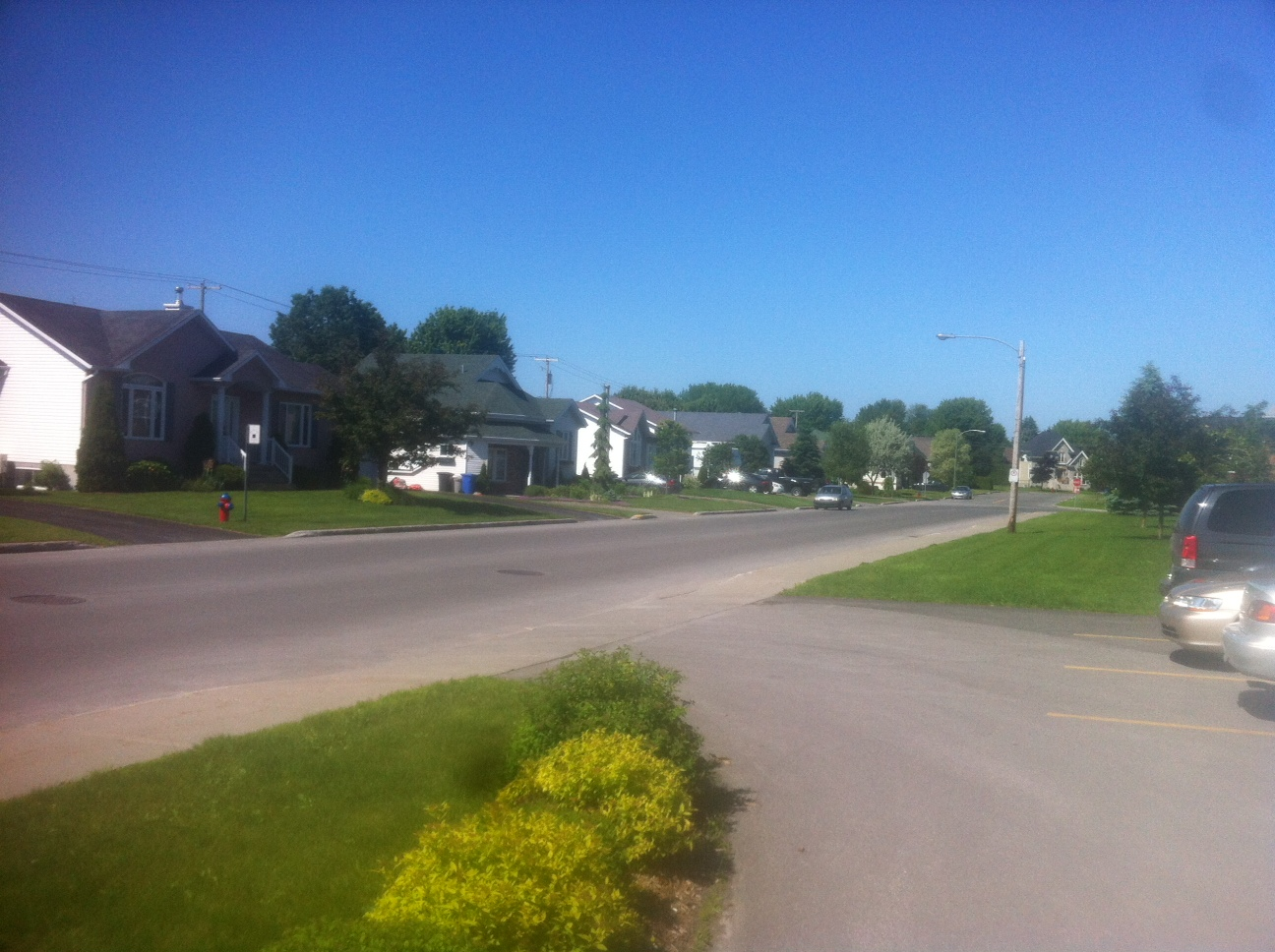
Rue Pelletier